# 주간고속도로 제35호선
주간고속도로 제35호선(영어: Interstate 35, I-35)은 미국 남부 텍사스주 러레이도(Laredo)에서 북부 미네소타주 덜루스(Duluth)를 잇는 총 연장 2524.06km의 남북축 고속도로이며 텍사스주에서 댈러스는 I-35(E)가, 포트워스는 I-35(W)가 연결되고 미네소타주에서 세인트폴은 I-35(E)가, 미니애폴리스는 I-35(W)가 동시에 연결되는 방식을 띠는 미국의 주간고속도로 중 유일하다. 35호선은 캐나다와 멕시코의 국경에 직접 접근하지는 않으나 남쪽은 러레이도 부근에서 멕시코 국경과 매우 가깝다.